# Gastone Innocenti
Gastone Innocenti (Pescia, 2 settembre 1905 – 10 settembre 1969) è stato un calciatore italiano, di ruolo difensore.
Era il fratello minore di Athos Innocenti e di Gontrano Innocenti, pertanto era chiamato Innocenti III.

## Carriera
Giocò in Divisione Nazionale ed in Serie A con il Livorno fino al 1931, disputando 25 partite in Serie A.
In seguitò giocò in Serie B con il Modena ed in Prima Divisione con Lucchese, Taranto e Le Signe.